# 金牛座V1298
金牛座V1298是一顆年輕（23±4百萬年）的弱線金牛T星，屬於金牛座分子雲中的金牛-禦夫星協的一部分。或者，它是一個擬議中的移動星群，年齡稍大的群29星協的一部分。該系統有四顆凌日系外行星，是由克卜勒太空望遠鏡在K2任務中發現的。其中一顆行星於2019年8月被發現，其餘三顆是同一團隊於2019年11月發現的。

## 恆星特徵

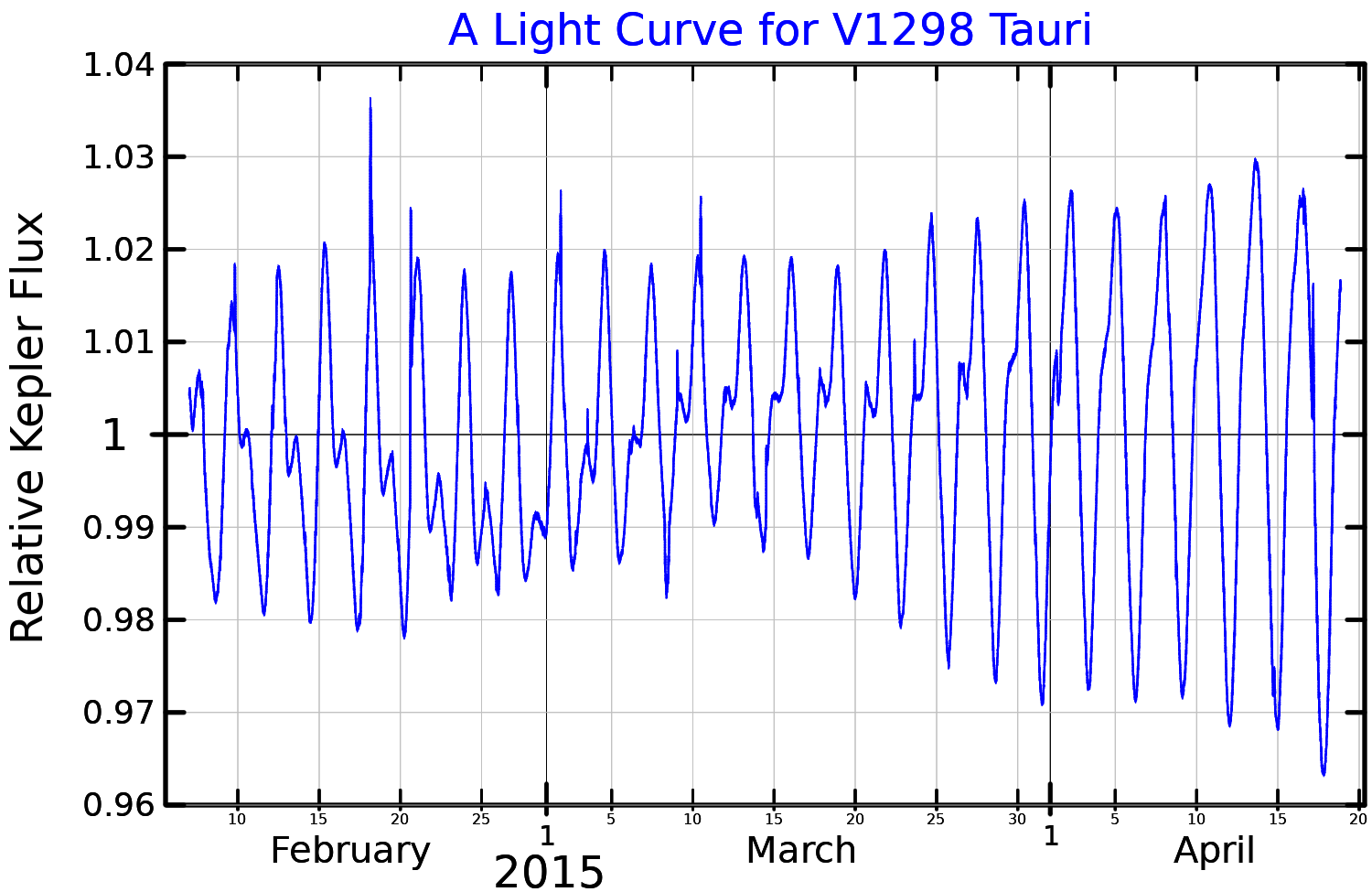
改編自2019年大衛（David）"等人"的金牛座V1298的光變曲線。

金牛座V1298的光譜類型為K0-K1.5，質量約為1.1M☉。這顆恆星出現在倫琴衛星的 X射線數據中，它確實還顯示出强烈的鋰吸收線。這兩項都是年輕的標誌，因此它被認為是金牛-禦夫星協的成員。另一方面，它沒有顯示出吸積的迹象，也沒有紅外過量。相反的，它顯示出H-α的吸收。
金牛座V1298的亮度在10.31的最大視星等和10.54的最小值之間以不可預測的方式變化。該恆星的光變曲線顯示出的准週期變化，被解釋為恆星自轉和星斑。光變曲線還顯示了幾個耀斑。
根據蓋亞星表#DR2的數據，這顆恆星與HD 284154是一對共同移動的恆星

## 行星系統
金牛座V1298有四顆已確認的行星，其中行星c、d和b接近1:2:3共振（週期分別為8.25、12.40和24.14天）。行星e在K2光變曲線中只顯示出一次凌日，其週期大於36天。行星e可能與行星b處於低階共振（2:3, 3:5, 1:2, 或1:3）。該系統非常年輕，可能是緊湊型多行星系統的前身。2:3的共振表明，一些近距離行星可能在共振中形成，也可能在小於一千萬年的時間尺度上演化成共振。系統中的行星大小介於海王星和土星之間。只有行星b的大小與木星相似。
模型預測這些行星的最小核心質量為5M🜨，並且被占其質量約20%的厚封套包圍。行星c和d的總質量被預測為2 - 28 M🜨和行星d和b的總質量被預測為9 - 120 M🜨。在後續論文中，金牛座V1298 b的質量被限制為<2.2 MJ。行星c被懷疑是由於主星的强烈輻射而剝離質量，但氫尾的存在於2021年被駁斥。
行星b和c的軌道幾乎共面，並且行星c不傾斜於恆星的赤道平面，錯位相當於2+12
−4度。
| 成員 (依恆星距離) | 质量    | 半長軸 (AU)        | 轨道周期 (天)     | 離心率 | 傾角              | 半径                  |
| ----------------- | ------- | ------------------ | ----------------- | ------ | ----------------- | --------------------- |
| c                 | —       | 0.0825 ± 0.0013    | 8.24958 ± 0.00072 | <0.43  | 88.49+0.92 −0.72° | 0.499+0.032 −0.029 RJ |
| d                 | —       | 0.1083 ± 0.0017    | 12.4032 ± 0.0015  | <0.21  | 89.04+0.65 −0.73° | 0.572+0.040 −0.035 RJ |
| b                 | <2.2 MJ | 0.1688 ± 0.0026    | 24.1396 ± 0.0018  | <0.29  | 89.00+0.46 −0.24° | 0.916+0.052 −0.047 RJ |
| e                 | —       | 0.308+0.182 −0.066 | 50.29+6.62 −      | <0.57  | 89.40+0.26 −0.18° | 0.89+0.04 − RJ        |